# کوتروویتسه
کوتروویتسه (به چکی: Kutrovice) یک منطقهٔ مسکونی در جمهوری چک است که در شهرستان کلادنو واقع شده‌است. کوتروویتسه ۱۰۸ نفر جمعیت دارد.